# Гакон I (ярл Норвегії)
Гакон Сігюрдссон (Hákon Sigurðarson, бл. 937 — 995) — ярл і фактичний володар Норвегії у 975—995 роках. Отримав призвисько «Могутній» або «Сильний».

## Життєпис

### Боротьба з Гаральдом II
Походив з впливового роду Ладе. Син Сігюрда Гаконсона, ярла Гладіра, та Бег'юрт (доньки Торе Рагнвалсона, ярла Маре). Народився близько 937 року. У 961 році було зрадницьки вбито батька королем Гаральдом II Сірої Плащем. Гакон стає новим ярлом Хладіра. Деякий час він ворогував з королем, але потім замирився з ним, і Гакон Сігюрдсон визнав над собою владу Гаральда II.
Втім ярл Гакон виплачував королю мало податків, і Гаральд II вирішив захопити Тронгейм, скориставшись відсутністю Гакона Сігюрдсона. Своєю чергою останній вирушив на південь Норвегії, розграбував землі короля і його братів, убив свого стрийка Гудрьода Гаконсона, що колись зрадив батька Гакона — Сігюрда. 969 року він попрямував до Данії, де зазимував у Гаральда Золотого, небожа короля Гаральда Синьозубого.
Гаральд Золотий як онук Горма мав права стати новим королем Данії, оскільки Гаральд Синьозубий не любив свого сина Свена. Гаральд Золотий запропонував Гаральду Синьозубому розділити Данію на дві частини, але той відмовився, і за порадою Гакона Сігюрдсона вирішив завоювати для небожа Норвегію.
970 року Гаральд Синьозубий заманив Гаральда II, короля Норвегії, до Данії, обіцяючи повернути землі, що належали йому раніше. Скориставшись чисельною перевагою, Гаральд Золотий за підтримки Гакона Сігюрдсона напав на норвезького короля в Лімафьйорді і вбив його.

### Шлях до влади
Після цього Гакон, що сам став бажати здобути владу в Норвегії, став налаштовувати Гаральда Синьозубого проти небожа, обіцяючи стати вірним васалом у Норвегії. Отримавши підтримку з боку короля Данії Гакон атакував Гаральда Золотого, завдав тому поразки, взяв у полон і повісив на шибениці. Потім він згідно з домовленістю заплатив Гаральду Синьозубому виру за вбивство родича.
971 року король Данії дав Гакону Сиґурдсону 600 кораблів і військо. Той рушив до Норвегії, де доволі швидко підкорив країну. Гакон вигнав з Норвегії двох, що залишилися в живих синів Ейріка Кривавої Сокири, Рагнфреда і Гудрьода і мати їх Гунхільду. Ті втекли на Оркнейські острови. З 972 року Гакон став намісником Норвегії, повинен був відсилати до Данії частину податків.

### Васал Данії
Незабаром Рагнфред повернувся з великим військом і захопив кілька фюльке на південь від мису Стад. Гакон напав на нього у Тінганеса, здобув перемогу, змусивши Рагнфреда повернутися на Оркнейські острови. Після цього влада Гакона ще більше зміцнилася.
У 972 році Оттон I, імператор Священної Римської імперії, зажадав, щоб Гаральд Синьозубий і все данці прийняли християнство. В іншому випадку він погрожував напасти на них. Король Гаральд покликав на допомогу Гакона з військом, брав участь в обороні захисного валу, спорудженого данцями на перешийку Ютландії. Проте імператор, не зумівши взяти вал штурмом, обійшов його на кораблях по морю, напав на данське військо і переміг його. Тоді єпископ Поппо хрестив Гаральд Синьозубого та його почт.
973 рокуданський король Гаральд зажадав, щоб ярл Гакон Сігюрдсон і його дружина також прийняли християнство, а потім хрестили всіх норвежців. Але на зворотному шляху Гакон приніс жертви поганським богам і став плюндрувати Сканію і прибережні райони Гетеланда. Дізнавшись про це, Гаральд Синьозубий пішов в похід на Норвегію і пограбував деякі райони. Проте ярл Гакон знову заселив їх людьми і взагалі перестав надсилати податі данському конунгу.

### Володар Норвегії
Протягом 973—974 років боротьба з Данією ще точилася. З 975 року ярл Гакон остаточно повалив зверхність Данії, перестав сплачувати данину і податки. Здобуттю незалежності сприяла боротьба за владу між Гаральдом Синьозубим та його сином Свеном, що точилася на початку 980-х років. Слідом за цим ярл Гакон правив всією Норвегією, що розташована вздовж узбережжя.
У 983 році Свен став королем Данії. На тризну по своєму батькові він запросив йомсвікінгів, які вважалися в ті часи найкращими воїнами на всій Балтиці. Свен I взяв з них обітницю взяти участь в поході на Норвегію. Проте ярла Гакона встигли попередити про підготовлюваний напад, і він встиг зібрати військо, що вдвічі перевершувало за чисельністю йомсвікінгів. Перед битвою за старовинним звичаєм приніс сина Ерлінга у жертву. Вирішальна битва відбулася 986 року біля острова Хед, де Гакон Сігюрдсон здобув рішучу перемогу.
З цього моменту тривалий час не було зовнішніх загроз владі ярла. Йому було підпорядковано 16 фюльке, якими керували місцеві ярли. У роки його правління в країні були хороші врожаї. При дворі Гакона мешкали численні поети-скальди, що оспівували звитяги Гакона. За сагами, бонди дотримувалися миру між собою, і більшу частину життя Гакона бонди любили його. Але з плином часу сталося так, що ярл став гультяїти та пиячити. Доходило до того, що за його велінням хапали доньок поважних людей і приводили до нього додому, і він ділив з ними постіль тиждень або два, а потім відсилав додому. Цим він накликав на себе сильне обурення рідні цих жінок, так що бонди почали сильно нарікати. Ворожнеча до Гакона була така велика у жителів Тренделаг, що ніхто не смів називати його інакше, як Злим Ярлом. Це прізвисько довго потім зберігалося за ним.
У 992 році допоміг Еріку VI, королю Швеції, підкорити Данію. 995 року Гакон Сігюрдсон гостював у заможного бонда Орма і захотів відібрати у нього дружину. Дізнавшись про це, Орм зібрав озброєних людей з усієї округи, і Гакон був змушений рятуватися втечею, сховавшись зі своїм рабом у свинарнику. Заснувши там, він почав страшно кричати, кидатися і вигинатися дугою. Злякавшись, раб схопив ніж і проткнув горло ярла, а потім відрізав йому голову і відніс її Олафу Трюгвесону, якого було обрано королем. Проте той наказав відрубати голову і рабу теж. Потім, взявши людей, він відвіз голови на острів Нідархольм, де їх закидали камінням. Після цього знайшли тіло ярла Гакона і спалили його. Втім, на думку дослідників це може бути пізньою вигадкою. Натомість проти Гакона Сігюрдсона повстали прихильники Інглінгів на чолі з Олафом Трюгвесоном, а ярл разом з сином Ерландом загинув у битві.

## Родина
- Ерік Гаконсон, ярл Норвегії у 1000—1015 роках
- Свен Гаконсон, ярл Норвегії у 1000—1015 роках
- Сігюрд Гаконсон
- Ерлінг Гаконсон (д/н—986)
- Ерланд Гаконсон (д/н—995)
- Геммінг Гаконсон
- Ауд Гаконсдоуттір, дружина Еріка VI, короля Швеції
- Берг'ют Гаконсдоуттір
- Сігрі Гаконсдоуттір
- Рагнхільда Гаконсдоуттір
- Рамвіг Гакондоуттір